# Olmedillo de Roa (kommunhuvudort)
Olmedillo de Roa är en kommunhuvudort i Spanien.   Den ligger i provinsen Provincia de Burgos och regionen Kastilien och Leon, i den centrala delen av landet, 150 km norr om huvudstaden Madrid. Olmedillo de Roa ligger 842 meter över havet och antalet invånare är 186.
Terrängen runt Olmedillo de Roa är platt. Runt Olmedillo de Roa är det glesbefolkat, med 13 invånare per kvadratkilometer. Närmaste större samhälle är Torresandino, 5,4 km norr om Olmedillo de Roa. Trakten runt Olmedillo de Roa består till största delen av jordbruksmark.